# Morro Jable

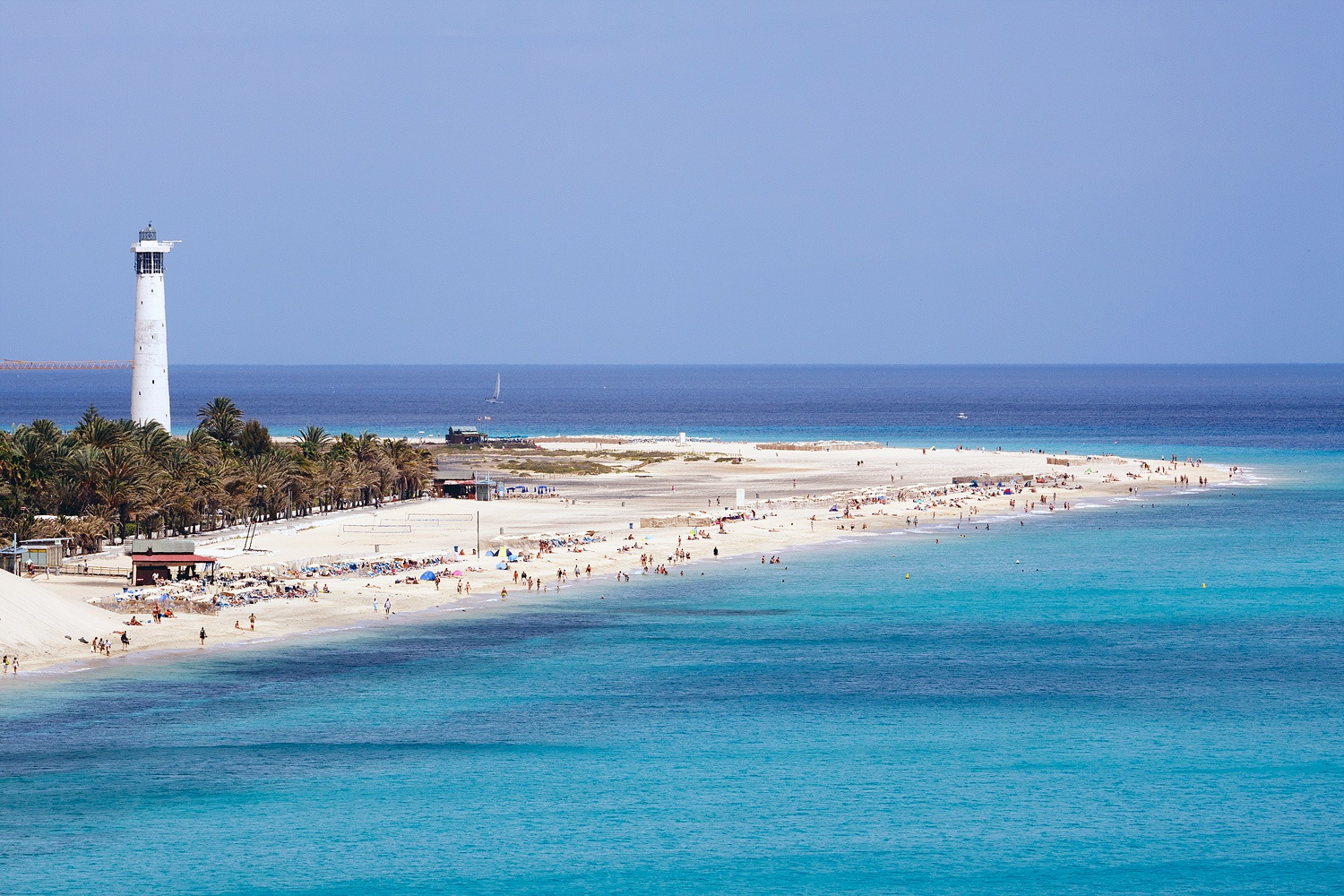
Strand von Morro Jable mit Leuchtturm

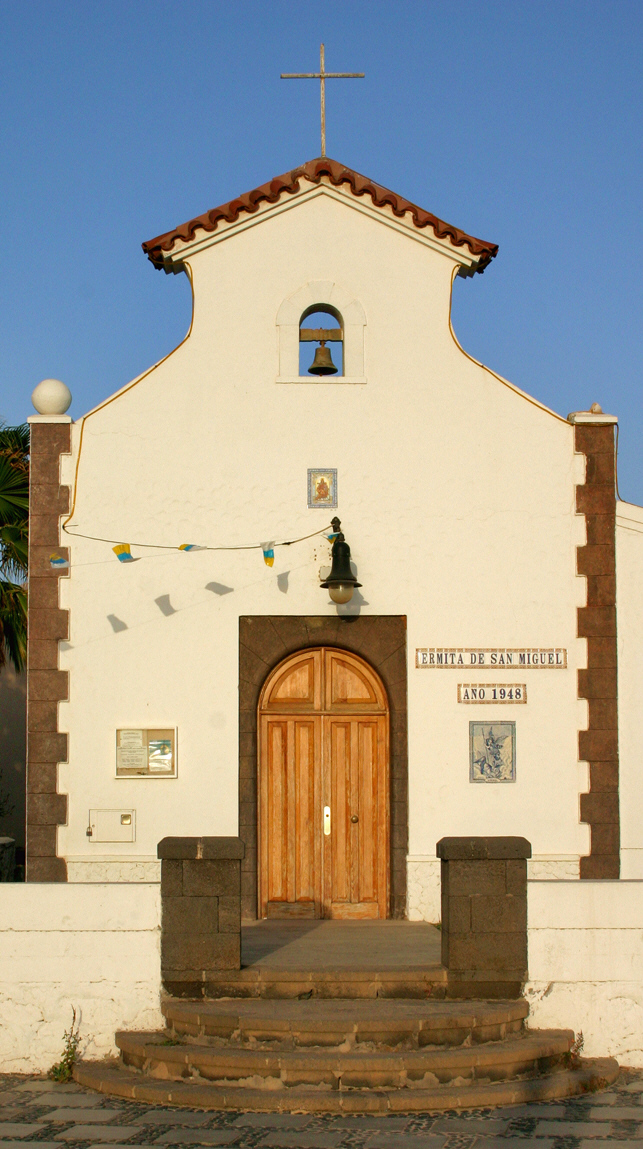
Ermita de San Miguel

Morro Jable ist ein Ort auf der zu Spanien gehörenden Kanareninsel Fuerteventura. Er liegt an deren Südküste auf der Halbinsel Jandía und untersteht verwaltungsmäßig der Gemeinde Pájara. Er ist mit 7841 Einwohnern (1. Januar 2011) deren größter Ortsteil und siebenmal so groß wie der Verwaltungssitz selbst.

## Geografie
Der Ortskern liegt in einem Tal zwischen zwei Felsenhügeln am Atlantik. Mittlerweile hat sich der Ort auch über die beiden Hügel östlich und westlich des Tales ausgedehnt. Hinter dem westlichen Hügel liegt der Hafen des Ortes, in dem täglich eine Autofähre nach Las Palmas auf Gran Canaria ablegt. Im Osten Morro Jables beginnt die Hotelsiedlung Jandía Playa, die sich über mehrere Kilometer entlang des Sandstrandes ausdehnt. Nördlich des Ortes erstrecken sich mittelgebirgsähnliche Berge vulkanischen Ursprungs, die am Pico de la Zarza mit 807 Metern ihren höchsten Punkt erreichen. Südlich des Ortes liegt der Atlantik.
Das Ortsbild ist von „würfelförmigen“ Betonhäusern geprägt, wie sie typisch für südliche Länder sind. Sie werden von engen, steilen Gassen getrennt.

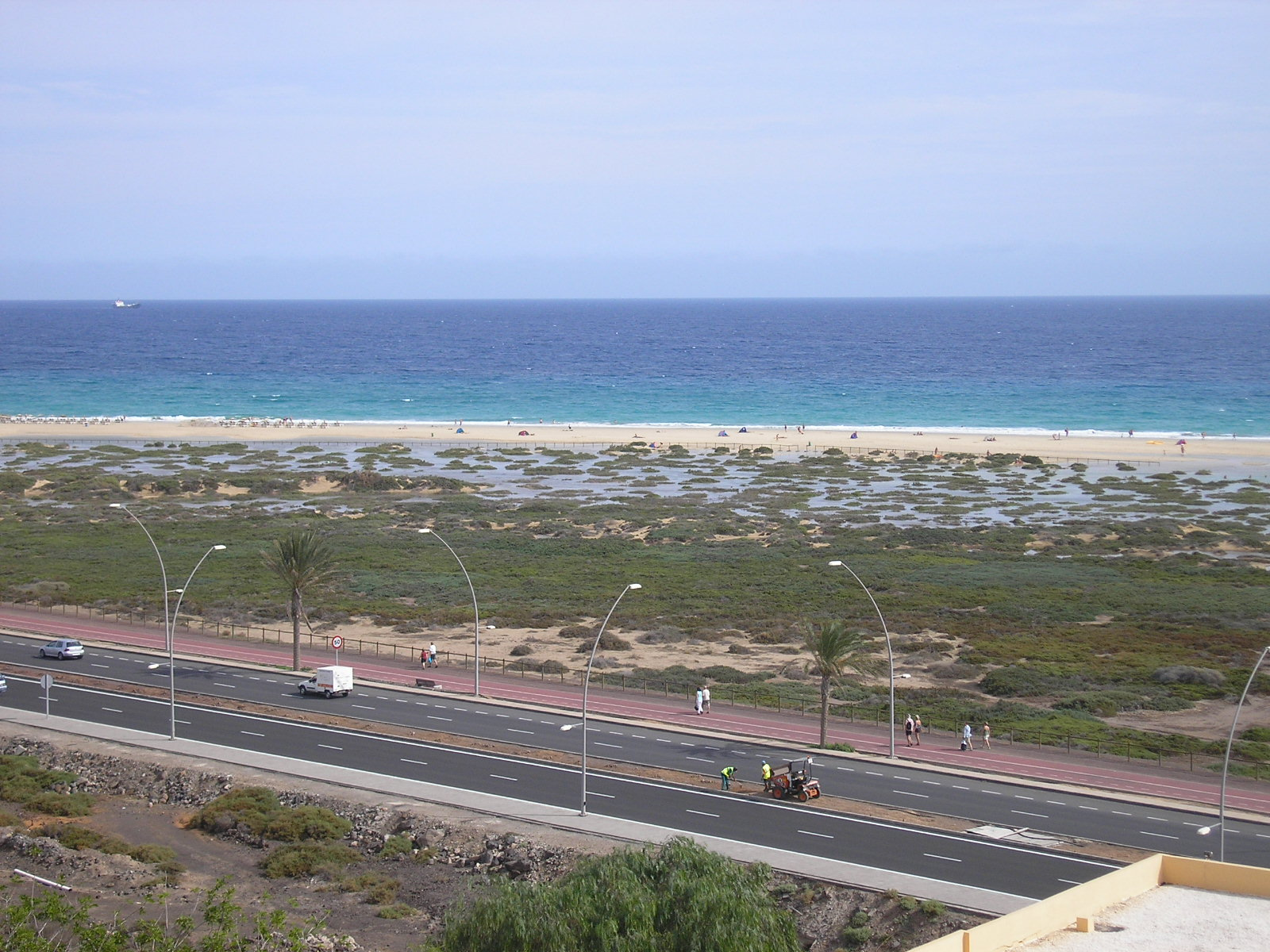
Salzwiesen

## Geschichte
Morro Jable ist ein altes Fischerdorf. Es wurde laut der Beschriftung seiner Statue im Ortskern von Cirilo López Umpiérrez gegründet, der sich im Jahr 1899 als Erster hier ansiedelte. Der Ort lag bis etwa 1970 relativ abgeschieden in der Einöde des Südens Fuerteventuras. Als jedoch eine Straße nach Morro Jable gebaut wurde, setzte der Tourismus ein, der inzwischen bestimmend für den Ort geworden ist. Es entstanden zahlreiche im Stil des Brutalismus erbaute Hotels, die terrassenartig an den steilen Hängen entlang der Küste liegen. Damit wurde Morro Jable/Jandia Playa zum wichtigsten Zentrum des Tourismus auf Fuerteventura.
Im Winter 1972/73 besuchten der damalige deutsche Bundeskanzler Willy Brandt mit seiner Familie und Außenminister Walter Scheel mit seiner Frau das damals noch wenig erschlossene Morro Jable. Der Ort verfügte zu dieser Zeit noch über keinen Telefonanschluss, so dass die Regierungsmitglieder den Kontakt nach Bonn über Funk halten mussten. 2017 wurde an der Strandpromenade eine von Informationstafeln begleitete Bronzestatue enthüllt, die den Bundeskanzler am Strand sitzend zeigt. Die Plastik ist einem Foto von Robert Lebeck nachempfunden, der Brandt begleitete.

## Bevölkerung
Durch die in vornehmlich in den 1980er Jahren erfolgte touristische Erschließung Morro Jables wuchs die Einwohnerzahl des ehemaligen Fischerdorfes stark an, auf 8.368 Einwohner 2021. Im Jahr 2011 waren es noch 7.841 Einwohner. 

## Wirtschaft und Verkehr
Wirtschaftlich wird der Ort, der über Jahrhunderte von der Fischerei lebte, heute vom Tourismus bestimmt. In den 1970er- und 1980er-Jahren entstanden die großen Hotels und Einkaufszentren entlang der Küstenstraße (FV-2), die westlich in Playa Jandia zugleich Boulevard ist (Avenida del Saladar, Saladar = (geschützte) Salzwiesen zwischen Strand und Ort), und heute die Haupteinnahmequelle des Ortes darstellen.
Die FV-2 ist die Hauptstraßenverbindung des Ortes. Sie führt nach Nordosten zur Inselhauptstadt Puerto del Rosario und zum Flughafen. Außerdem gibt es noch einige unbefestigte Pisten, wie zum Beispiel auf der Strecke nach Cofete im Nordwesten der Halbinsel Jandia. Der ÖPNV wird durch die Stadtbuslinien L1, L2 und L3 realisiert, die den Ort und die angrenzende Hotelsiedlung Jandia Playa im 30-Minuten-Takt erschließen. Außerdem gibt es Busverbindungen nach Costa Calma und in die Inselhauptstadt Puerto del Rosario.